# توم براك
توماس «توم» البرّاك (بالإنجليزية: Thomas J. Barrack) (مواليد 28 أبريل 1947) هو ملياردير ورجل أعمال أمريكي، وهو مستثمر عقاري خاص في الولايات المتحدة الأمريكية ومؤسس ورئيس مجلس الإدارة والرئيس التنفيذي لشركة Colony NorthStar. البرّاك صديق مقرب وحليف للرئيس دونالد ترامب الذي مثل ترامب في قطاعات الأخبار التلفزيونية. كما شغل منصب رئيس لجنة تنصيب ترامب رئيسا لأمريكا.

## حياته الشخصية
البرّاك هو من عائلة هاجر أجداده من لبنان إلى الولايات المتحدة، تخرج مع درجة البكالوريوس في عام 1969 من جامعة كاليفورنيا الجنوبية (USC) حيث كان نجماً في الفريق الوطني للبطولات الرجبي. التحق بجامعة كاليفورنيا في الولايات المتحدة وكلية الحقوق بجامعة كاليفورنيا الجنوبية في عام 1972، وكان رئيس تحرير مجلة Law Review.

## الحياة المبكرة والتعليم
كان أجداد براك مسيحيين لبنانيين هاجروا في عام 1900 إلى الولايات المتحدة من مدينة زحلة اللبنانية، في ما يعرف الآن بلبنان. نشأ براك في كولفر سيتي، كاليفورنيا، حيث كان والده بائع بقالة وكانت والدته سكرتيرة.
في عام 1969، حصل براك على درجة البكالوريوس في الآداب من جامعة جنوب كاليفورنيا (USC)، حيث شارك في فريق الرجبي الجامعي. ثم التحق بكلية جولد للحقوق بجامعة جنوب كاليفورنيا ، حيث كان محررًا لمجلة Southern California Law Review ، قبل أن يحصل على درجة الدكتوراه في القانون من كلية الحقوق بجامعة سان دييغو في عام 1972.